# 若いふるさと
「若いふるさと」（わかいふるさと）は、北海道伊達市の市民歌である。作詞・太田武彦、作曲・山本丈晴、編曲・伊藤裕春。

## 解説
1968年（昭和43年）に当時の有珠郡伊達町が開基100周年を記念して町民歌・町民音頭の2部門で歌詞を一般公募した。町民歌は網走郡美幌町在住の自衛官で前年5月に北海道の道民歌として制定された3曲のうち行進曲「光あふれて」での入選実績がある太田武彦の応募作が採用され、山本丈晴への作曲依頼を経て10月に「伊達町音頭」（作詞・安達花矢、作曲・山本丈晴）と併せ「伊達町民の歌」として制定された。
伊達町は町民歌制定から4年後の1972年（昭和47年）に単独で市制施行して伊達市となり、2006年（平成18年）には大滝村を編入合併しているが町民歌は町の法人格と共に市へ引き継がれて現在に至っている。「若いふるさと」の歌詞には「伊達町」もしくは「伊達市」の地名を含んでおらず、後に成立した同名の福島県伊達市が2016年（平成28年）に制定した「伊達市歌」（作詞・和合亮一、作曲・伊藤康英）が「伊達」の地名を歌詞で明示しているのとは対照的である。

### レコード
町民歌としての制定時に日本コロムビアがシングル盤（規格品番：PES-7116）を製造し、A面に沢和代が歌唱する「若いふるさと」、B面に都はるみが歌唱する「伊達町音頭」がそれぞれ吹き込まれた。
市制施行後の1980年（昭和55年）には新しく市民音頭「伊達音頭」が旧「伊達町音頭」と同じ都はるみの歌唱で日本コロムビアによりレコード化され（規格品番：PLS-7295-CP）、B面に「若いふるさと」と旧「伊達町音頭」が同じ音源で再録されている。

## 備考
同じ北海道内の新冠郡新冠町が1972年に発表した町民愛唱歌（作詞・小野まさあき、作曲・桑山真弓）の表題も伊達市民歌と同名異曲の「若いふるさと」で、日本コロムビアがライラック・シスターズの歌唱によりレコード（中島一巳「男の判官太鼓」B面）を製造している。